# بيشكا
بيسكا (Бешка) هي مدينة في سريم في مقاطعة فويفودينا في صربيا. ويبلغ عدد سكانها حوالي 6415 نسمة.